# Caledanapis peckorum
Caledanapis peckorum – gatunek pająka z rodziny Anapidae. Zamieszkuje Nową Kaledonię. Zasiedla ściółkę.

## Taksonomia
Gatunek ten opisany został po raz pierwszy w 1989 roku przez Normana I. Platnicka i Raymonda Roberta Forstera na łamach „Bulletin of the American Museum of Natural History”. Jako lokalizację typową wskazano Auberge na górze Koghis na Nowej Kaledonii. Epitet gatunkowy nadano na cześć S. i J. Pecków, którzy odłowili materiał typowy.

## Morfologia
Jedyny zmierzony samiec ma 1,59 mm długości ciała przy karapaksie długości 0,67 mm i szerokości 0,56 mm, a jedyna zmierzona samica 1,41 mm długości ciała przy karapaksie długości 0,74 mm i szerokości 0,57 mm. Ubarwienie karapaksu jest rudobrązowe. W widoku grzbietowym jest on owalny z silnie wystającymi oczami bocznymi. U samca występuje jedna, a u samicy dwie pary guzków ze szczecinkami na części głowowej. Sześcioro oczu rozmieszczonych jest w dwóch rzędach – zanikowi uległa para przednio-środkowa. Oczy pary tylno-środkowej stykają się ze sobą, w widoku przednim leżą wyżej niż oczy pary tylno-bocznej, a w widoku grzbietowym bardziej z przodu niż one. Oczy tylno-boczne stykają się z oczami przednio-bocznymi i oddalone są od tylno-środkowych o półtorakrotność średnicy. Nadustek jest u samca czterokrotnie, a u samicy dwukrotnie wyższy niż średnica oczu przednio-bocznych. Szczękoczułki są ciemnorudobrązowe, na przedniej krawędzi zaopatrzone w trzy zęby, z których dwa odsiebne zlane są w jedną strukturę na wspólnej płytce. Prawie pionowa warga dolna ma wcięty wierzchołek i długą ostrogę. Ciemnorudobrązowe z jaśniejszymi częściami odsiebnymi szczęki zaopatrzone są w skopule i serrule. Sternum również jest ciemnorudobrązowe. Odnóża są pomarańczowe, porośnięte delikatnymi szczecinkami. Kolejność par odnóży od najdłuższej do najkrótszej to I, II, IV, III. Uda, a w przypadku pierwszej pary też golenie i nadstopia zaopatrzone są w guzki, u samca znaczniej silniej wykształcone niż u samicy. Opistosoma (odwłok) samca jest szara, z wierzchu z przesuniętym do tyłu, wciętym, nieco V-kształtnym, biało-szarym skutum grzbietowym. Opistosoma samicy jest biało-szara, pozbawiona skutum grzbietowego, ale z rozwiniętym, choć znacznie skróconym skutum przednim. U obu płci opistosoma wyposażona jest w sześć kądziołków przędnych i długi stożeczek. Genitalia samicy mają parę bocznych, zaopatrzonych w płytki porowate spermatek oraz pojedynczą, palcowatą, równowąską, skierowaną ku tyłowi spermatekę środkową. Nogogłaszczki samca mają rzepkę z wykrojoną brzusznie częścią odsiebną i słabą apofizą dystalno-wentralną, krótką i szeroką goleń, niezmodyfikowane cymbium, duże, bulwiaste, opatrzone rowkiem tegulum oraz poprzecznie umieszczone, faliste embolus i konduktor.

## Ekologia i występowanie
Pająk ten występuje endemicznie w równikowych lasach deszczowych Nowej Kaledonii. Znajdywany jest na rzędnych od 500 do 1000 m n.p.m. Zasiedla ściółkę.